# San Martino sulla Marrucina
San Martino sulla Marrucina község (comune) Olaszország Abruzzo régiójában, Chieti megyében.

## Fekvése
A megye északnyugati részén fekszik. Határai: Casacanditella, Fara Filiorum Petri, Filetto, Guardiagrele és Rapino.

## Története
Első írásos említése a 9. századból származik. A következő századokban nemesi birtok volt. Önállóságát a 19. század elején nyerte el, amikor a Nápolyi Királyságban felszámolták a feudalizmust.

## Népessége
A népesség számának alakulása:

## Főbb látnivalói
- San Cristiniano-templom
- Madonna del Colle-templom
- Madonna del Suffragio-templom
- San Rocco-templom